# SK텔레콤 스타크래프트 II 프로리그 2016
SK텔레콤 스타크래프트 II 프로리그 2016(SK Telecom StarCraft II Proleague 2016)는 한국e스포츠협회가 주관하는 프로리그의 21번째 시즌이며 스타크래프트 II로 치러지는 프로리그의 6번째 시즌이자, 프로리그 마지막 시즌이다. 이 대회는 프로리그에서 처음이자 유일하게 공허의 유산으로 진행된 대회이기도 하다.
2016년 10월 18일에 잇다른 팀의 축소로 인하여 한국e스포츠협회가 폐지를 공식적으로 발표하면서 프로리그는 폐지되었다.

## 경기 결과
- 우승: 진에어 그린윙스
- 준우승: KT 롤스터
- 3위: SK텔레콤 T1
- 4위: 아프리카 프릭스